# Helen Levitt
Helen Levitt, född 31 augusti 1913 i Brooklyn, New York, död 29 mars 2009 i New York, var en amerikansk fotograf.

## Biografi
Levitt växte upp i Bensonhurst, Brooklyn, New York. Hon hoppade av gymnasiet och lärde sig fotografi för att sedan börja arbeta som kommersiell fotograf. När hon undervisade om konst i barnklasser 1937, fängslades hon av de spontana kritteckningar som var en del av barnens gatukultur i den tidens New York. Hon köpte en Leicakamera och började fotografera dessa verk, liksom de barn som gjort dem. Det resulterande i bilder publicerade 1987 som In The Street: chalk drawings and messages, New York City 1938–1948.
Levitt samarbetade med Walker Evans 1938–1939 och fick tidigt framgång. I juli 1939 ingick hennes arbeten i invigningsutställningen på den nya fotografiavdelningen på Museum of Modern Art i New York. År 1943 anordnade kuratorn Nancy Newhall hennes första separatutställning där, Helen Levitt: Photographs of Children. Hennes nästa stora utställning kom på 1960-talet, och tydde enligt Amanda Hopkinson på att denna andra våg av hennes erkännande var relaterad till den feministiska återupptäckten av kvinnors kreativa prestationer.
I slutet av 1940-talet, gjorde Levitt två dokumentärfilmer med Janice Loeb och James Agee: In the street (1948) och The Quiet One (1948). Levitt fick, tillsammans med Loeb och Sidney Meyers, en Oscarnominering för manuset till The Quiet One. Hon var sedan aktiv inom filmskapandet under nästan 25 år; hennes sista film var, då som redaktör, John Cohens dokumentär The End of an Old Song (1972). Bland Levitts övriga filmer märks The Savage Eye (1960), som producerades av Ben Maddow, Meyers, och Joseph Strick.
Åren 1959 och 1960 fick Levitt två bidrag från Guggenheim Foundation för att ta färgfotografier på gatorna i New York, varvid hon återvände till stillbildsfotografering.  År 1965 publicerade hon sin första stora samling, A Way of Seeing. Många av hennes arbeten i färg från 1960-talet stals i ett inbrott i hennes lägenhet på East 13th Street 1970. De återstående fotona och andra som tagits under de följande åren, kan ses i boken Slide Show: The Color Photographs of Helen Levitt (2005).  År 1976 var hon representerad i National Endowment for the Arts. 

## Publicerade samlingar av Levitts fotografier
- Levitt, Helen; Agee, James (1989) [1965]. A Way of Seeing: Third Edition. Duke University Press. ISBN 978-0-8223-1005-1
- Levitt, Helen (1987). In the Street: Chalk Drawings and Messages, New York City, 1938-1948. Duke University Press. ISBN 0-8223-0771-5
- Levitt, Helen; Hambourg, Maria Morris; Phillips, Sandra S. (1991). Phillips, Sandra S.. red. Helen Levitt. San Francisco Museum of Modern Art. ISBN 0-918471-22-2
- Levitt, Helen; Oles, James (1997). Helen Levitt: Mexico City. W. W. Norton & Company. ISBN 0-393-04549-8
- Levitt, Helen; Prose, Francine (2001). Crosstown. powerHouse Books. ISBN 1-57687-103-7
- Levitt, Helen; Gopnik, Adam (2004). Here and There. powerHouse Books. ISBN 1-57687-165-7
- Levitt, Helen; Szarkowski, John (2005). Slide Show: The Color Photographs of Helen Levitt. powerHouse Books. ISBN 978-1-57687-252-9
- Levitt, Helen; Evans, Walker (March 2008). Helen Levitt. powerHouse Books. ISBN 978-1-57687-429-5

## Filmografi
- In the Street (1948): filmare.
- The Quiet One (1948): filmare och författare.
- The Steps of Age (1950): producent.
- The Savage Eye (1960): filmare.
- The Balcony (1963): regiassistent.
- An Affair of the Skin (1963): biprocucent till Ben Maddow.
- In the Year of the Pig (1968): utgivare tillsammans med Hannah Moreinis.
- The End of an Old Song (1972): utgivare.